# Nicolas Rolin
Nicolas Rolin (francosko: [nikɔla ʁɔlɛ̃]; 1376–1462) je bil vodilna osebnost v zgodovini Burgundije in Francije, saj je postal kancler Filipa Dobrega (Filipa III., vojvode Burgundije).
Rojen v meščanski družini v Autunu, je bila Rolinova prva poroka leta 1398 del trojne poroke njegove ovdovele matere z meščanom iz Beaunea, ki jo je spremljala poroka njenih dveh sinov z dvema hčerkama ženina Perreneta Le Maireta. Vendar so vse tri neveste v nekaj letih umrle. Nato se je pred letom 1407 poročil z Marie des Landes, poroka, ki mu je utrla pot za vstop v pariško meščanstvo.
Leta 1422 je Filip Dobri Rolina imenoval za kanclerja, položaj, ki ga je opravljal več kot štirideset let kot eden glavnih arhitektov monarhovega uspeha. Rolin je tesno povezan z Ivanom Neustrašnim, ki je bil boter njegovega tretjega sina. Leta 1421 se je Nicolas Rolin poročil z Guigone de Salins (1403–1470) in skupaj sta ustanovila Hospices de Beaune. Rolin je bil eden od udeležencev pri sestavi Arraske pogodbe iz leta 1435, s katero je Karel VII. priznal neodvisnost Burgundije in jo tako ločil od Angležev v stoletni vojni. Eden od kanclerjevih sinov, Jean Rolin, je bil leta 1431 imenovan za škofa v Chalon-sur-Saône in leta 1436 za škofa v Autunu. Jean je leta 1448 postal kardinal, ki ga je imenoval papež Nikolaj V. v okviru diplomatskega sodelovanja med vojvodstvom Burgundija in papeštvom.
Rolin je umrl 18. januarja 1462.
Hiša, v kateri se je Rolin rodil, je danes mestni muzej v Autunu in je znana kot Musée Rolin. Bil je lastnik gradu Château d'Oricourt in leta 1435 je naročil Janu van Eycku znamenito sliko Madona kanclerja Rolina, ki je zdaj v Louvru. Eden od njegovih sinov je bil kardinal Jean Rolin. Drugi sin, Louis, je bil ubit na bojnem polju v bitki pri Grandsonu leta 1476, tretji, Antoine, pa je opravljal različne dvorne funkcije, kot je bil komornik Karla Drznega.
Ko je Rolin leta 1443 z ženo ustanovil Hospices de Beaune, je leta 1452 ustanovil nov verski red, Les Sœurs hospitalières de Beaune. Za hospice je naročil oltarno sliko Poslednja sodba pri flamskem slikarju Rogierju van der Weydnu.